# Litoria mystax
Litoria mystax és una espècie de granota del gènere Litoria i de la família dels hílids. És endèmica d'Indonèsia. El seu hàbitat natural inclou boscos tropicals o subtropicals secs i a baixa altitud.